# Stephen McNichols

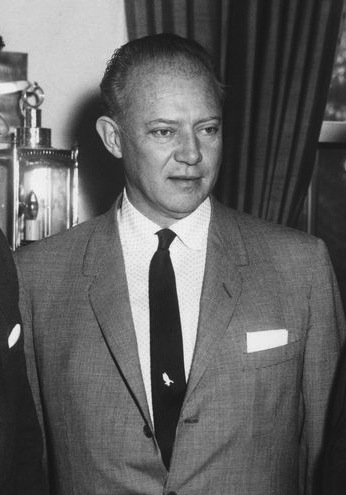
Stephen McNichols (1962)

Stephen Lucid Robert McNichols (* 17. März 1914 in Denver, Colorado; † 25. November 1997 ebenda) war ein US-amerikanischer Politiker (Demokratische Partei) und von 1957 bis 1963 der 34. Gouverneur des Bundesstaates Colorado.

## Frühe Jahre und politischer Aufstieg
Stephen McNichols besuchte bis 1936 das Regis College und dann bis 1939 die Catholic University in Washington, D.C., wo er Jura studierte. Anschließend arbeitete er für ein Jahr in Baltimore und Boston für das FBI. Im Jahr 1941 wurde er stellvertretender Bezirksstaatsanwalt in Denver. Dann wurde seine Karriere durch den Zweiten Weltkrieg unterbrochen, in dem er als Offizier in der US Navy diente. Nach dem Ende seiner Militärzeit setzte er seine politische und juristische Laufbahn fort. Zwei Jahre lang arbeitete er für das Justizministerium in Washington. Zwischen 1948 und 1954 saß er im Senat von Colorado. 1954 wurde er als Kandidat seiner Partei zum Vizegouverneur des Staates gewählt. Damit war er Vertreter von Gouverneur Edwin C. Johnson, zu dessen Nachfolger er im Jahr 1956 gewählt wurde.

## Gouverneur von Colorado
McNichols trat sein neues Amt am 8. Januar 1957 an. Nach einer Wiederwahl im Jahr 1958 konnte er bis zum 8. Januar 1963 im Amt bleiben. Dies wurde möglich, weil damals die Amtszeit der Gouverneure von Colorado von zwei auf vier Jahre verlängert wurde. In seiner insgesamt sechsjährigen Amtszeit wurde ein auf lange Sicht angelegter Plan zum Ausbau des Autobahnnetzes geplant und finanziert. Die Gehälter der Bediensteten der University of Colorado wurden angehoben. Sowohl das staatliche Krankenhaus als auch die Strafanstalt wurden reformiert. Diese beiden Anstalten waren durch Überalterung und Korruption zuvor in Verruf geraten. Eine neue Regierungsabteilung wurde zur Verwaltung der Ressourcen des Landes eingerichtet. Gegen Ende seiner Amtszeit fiel McNichols bei seiner eigenen Partei wegen einiger unpopulären Maßnahmen wie z. B. einer geplanten Steuererhöhung in Ungnade. Das war mit ein Grund für sein Scheitern bei den Gouverneurswahlen des Jahres 1962, als er eine weitere Amtszeit anstrebte.

## Weiterer Lebenslauf
Nach dem Ende seiner Amtszeit wurde er Mitglied des Democratic National Committee. Im Jahr 1977 war er für die Bundesregierung als Handelsdirektor für das Gebiet der Rocky Mountains tätig. Stephen McNichols starb im November 1997 an Herzversagen. Mit seiner Frau Marjory Roberta Hart hatte er fünf Kinder.